# Fernando Pérez Varela
José Fernando Pérez Varela (Concepción, Chile, 29 de mayo de 1962) es un exfutbolista chileno que jugaba de mediocampista.

## Trayectoria
Oriundo de Concepción, llegó el año 1979 a las divisiones inferiores de Huachipato, debutando profesionalmente durante el año 1981, donde logró regularidad hasta su salida a fines de la temporada 1989. Para la temporada 1990 paso a defender los colores de Unión Española, en donde jugó por dos temporadas. En 1992 firmó por Coquimbo Unido, siendo parte del plantel que participó en la Copa Libertadores del mismo año. Luego de una temporada en Provincial Osorno, en 1994 firma para Deportes Concepción en la Primera B Chilena, logrando campeonar en la categoría en su primer año, ascendiendo a la categoría de oro para 1995. En 1996 pasó a Regional Atacama, formando parte del equipo que descendió a Primera B. el primer semestre de 1997 firmó con O'Higgins de la Primera B, en lo que fue su último torneo como profesional. A lo largo de su carrera, participó en 318 partidos de liga, marcando 40 goles. 

## Selección nacional
Participó en 3 partidos internacionales por la selección de fútbol de Chile durante el año 1988. Debutó en junio de ese año en un partido amistoso ante Estados Unidos, ingresando por Sergio Salgado. Su último partido fue ante Ecuador en la Copa Boquerón, celebrada en septiembre de 1988.

#### Partidos internacionales
| Partidos internacionales | Partidos internacionales | Partidos internacionales                         | Partidos internacionales | Partidos internacionales | Partidos internacionales | Partidos internacionales | Partidos internacionales | Partidos internacionales | Partidos internacionales |
| N.º                      | Fecha                    | Estadio                                          | Local                    | Resultado                | Visitante                | Goles                    | Asistencias              | DT                       | Competición              |
| ------------------------ | ------------------------ | ------------------------------------------------ | ------------------------ | ------------------------ | ------------------------ | ------------------------ | ------------------------ | ------------------------ | ------------------------ |
| 1                        | 3 de junio de 1988       | Aztec Bowl, San Diego, Estados Unidos            | Estados Unidos           | 1-3                      | Chile                    |                          |                          | Orlando Aravena          | Amistoso                 |
| 2                        | 27 de septiembre de 1988 | Estadio Defensores del Chaco, Asunción, Paraguay | Paraguay                 | 2-0                      | Chile                    |                          |                          | Orlando Aravena          | Copa Boquerón            |
| 3                        | 29 de septiembre de 1988 | Estadio Defensores del Chaco, Asunción, Paraguay | Ecuador                  | 0-0 4-3 pen.             | Chile                    |                          |                          | Orlando Aravena          | Copa Boquerón            |
| Total                    | Total                    | Total                                            | Presencias               | 3                        | Goles                    | 0                        |                          |                          |                          |

| Selección chilena | Selección chilena | Selección chilena |
| Año               | Partidos          | Goles             |
| ----------------- | ----------------- | ----------------- |
| 1988              | 3                 | 0                 |
| Total             | 3                 | 0                 |

## Clubes
| Club                | País  | Año       |
| ------------------- | ----- | --------- |
| Huachipato          | Chile | 1981-1989 |
| Unión Española      | Chile | 1990-1991 |
| Coquimbo Unido      | Chile | 1992      |
| Provincial Osorno   | Chile | 1993      |
| Deportes Concepción | Chile | 1994-1995 |
| Regional Atacama    | Chile | 1996      |
| O'Higgins           | Chile | 1997      |

## Palmarés

### Campeonatos nacionales
| Título    | Club                | País  | Año  |
| --------- | ------------------- | ----- | ---- |
| Primera B | Deportes Concepción | Chile | 1994 |